# 전통에 호소하는 논증
전통에 호소 (Appeal to tradition)는 논리적 오류의 일종이며, 주제가 과거 또는 현재의 전통 (관례, 유의, 관습, 습관)에 비추어 올바르다고 보는 논증이다.

## 개요
'언제나 그랬으니까, 그것이 올바르다'라는 형식이다. 결론은 항상 잘못되어 있는 것은 아니지만, 항상 올바른 것도 아니고, 만약 전통에 호소가 추론 형식으로서 유효하다고 가정하면, 모든 일은 변경할 수 없게 된다. 비형식적 오류의 하나.

## 전제
전통에 호소에서는, 이하의 2개를 기본적인 전제로 한다.
- 낡은 사고 방법은, 도입 시에는 올바른 것이 증명되고 있었다. (실제로는 이것은 가짜일지도 모른다. 전통은 완전히 부정한 기반 위에 성립되고 있을지도 모른다)
- 그 전통에 대한 과거의 근거는 지금도 타당하다. (상황이 변하면, 이 전제도 가짜가 될지도 모른다)

전통에 호소의 반대는, '새로운' 일을 근거로서 논증하는 새로움에 호소이다.

## 예
- '우리는 지금까지 쭉 말을 타 왔다. 자동차에 갈아 타다니 어리석다'
반론: 가능한 한 먼 곳까지 가고 싶을 때, 말보다 더 적절한 이동 수단이 등장했다면 갈아 타야 하는 것이다. 또, 선조도 일찍이 걷기에서 말로 갈아 탔던 적이 있었을 것이다.
- '너의 발명은 선례가 없기 때문에 안된다'
반론: 선례가 없다고, 그것이 실패한다고는 할 수 없다. 또, 무슨 일에도 최초가 있다.
- '이러한 규칙은 100년전에 쓰여져 우리는 그것을 쭉 지켜 왔다. 그러니까, 바꿀 필요는 없다'
반론: 규칙이 생기고 나서 사회는 바뀌었다. 따라서 그것들은 현상과는 맞지 않을지도 모른다.
- '유사 이래, 무실의 사람을 죽이는 것은 악으로 되어 있으니까, 살인은 나쁜 일이다'
반론: 결론의 올바름은, 논리의 문제는 아니고 윤리의 문제이지만, 이유는 올바르지 않다. 살인이 악으로 되어 있는 것은 윤리적으로 현재도 그처럼 생각되고 있기 때문이며, 전통을 근거로 해야 하는 것은 아니다.
- 1984년, 영국에서는 모든 통신을 관할하고 있던 우정 공사가, 우편을 취급하는 로열 메일과 전기 통신을 취급하는 British Telecom (현 BT그룹)에 분할되었다. 이 때 BT는 공중전화의 색을 빨강 (로열 메일의 코퍼레이트 칼라)에서 황색 (BT의 코퍼레이트 칼라)으로 바꿔 바르려고 했다. 그러나, '전화 박스가 붉은 것은 전통이다'라고 반대되어 단념했다.
- 앞에서 본 유례로, 일본에서도 한큐전철이 차량의 색을 한큐마룬에서 다른 색으로 바꿔 바르려고 했지만, 이용자나 사원 등에서 '판급마룬은 한큐우 전철 전통의 도색이다'라고 반대되어 단념했다. 무엇보다, 전화 박스나 철도 차량에서는, 색을 변경하는 것으로 분별하기 어려워진다, 지금까지 구축한 좋은 이미지를 잃는 등의 가능성도 있어, 반드시 오류라고도 할 수 없는 면도 있다.
- 미야자키 이치사다 '논어의 신연구'에 의하면, 청명이 있는 유학자는 새로운 착상을 억제하기 위해서 '과거의 대학자는 많은 책의 책을 읽어 제학에 통한 사람들로, 우리나 너희를 알아차리는 정도를 생각하지 않았을 리가 없다'라고 말했다.
- 구미에서 잘 알려져 있는 요리에 관한 이야기가 있다. 어느 여성이 햄을 요리할 때 항상 구석을 잘라 버리고 있었다. 친구 등에게 '왜 버리는 것인가'라고 들으면, 그녀는 '모친이 그렇게 했기 때문이다'라고 대답했다. 그녀 자신도 모친이 왜 그렇게 해서 있었는지가 마음에 걸려, 어머니에게 물으면, 어머니도 '자신의 어머니가 그렇게 했기 때문이다'라고 대답했다. 거기서 조모에게 물으면, '냄비에 들어가지 않는 크기였으므로 구석을 잘랐던 것이다'라고 대답했다. 이 이야기에는 몇 개의 변이가 있다.

## 같이 보기
- 상식, 관습, 전통
- 보수주의
- 귀납
- 카고 컬트
- 권위에 의한 논증
- 새로움에 호소
- 자연주의적 오류
- 경험론